# Bismarckturm (Kassel)
Der Bismarckturm in Kassel ist ein 1903–1904 erbauter Aussichtsturm auf dem Brasselsberg im Hohen Habichtswald in Nordhessen (Deutschland) und mit 25,5 m Höhe der höchste von 47 Bismarcktürmen nach dem Typenentwurf „Götterdämmerung“ des Architekten Wilhelm Kreis.

## Geographische Lage
Der Bismarckturm steht im Naturpark Habichtswald, etwa 70 m südsüdöstlich vom Gipfel des Brasselsbergs (434,2 m ü. NHN), einem Bergsporn der Ostflanke vom Kasseler Teil des Hohen Habichtswaldes.

## Bismarckturm

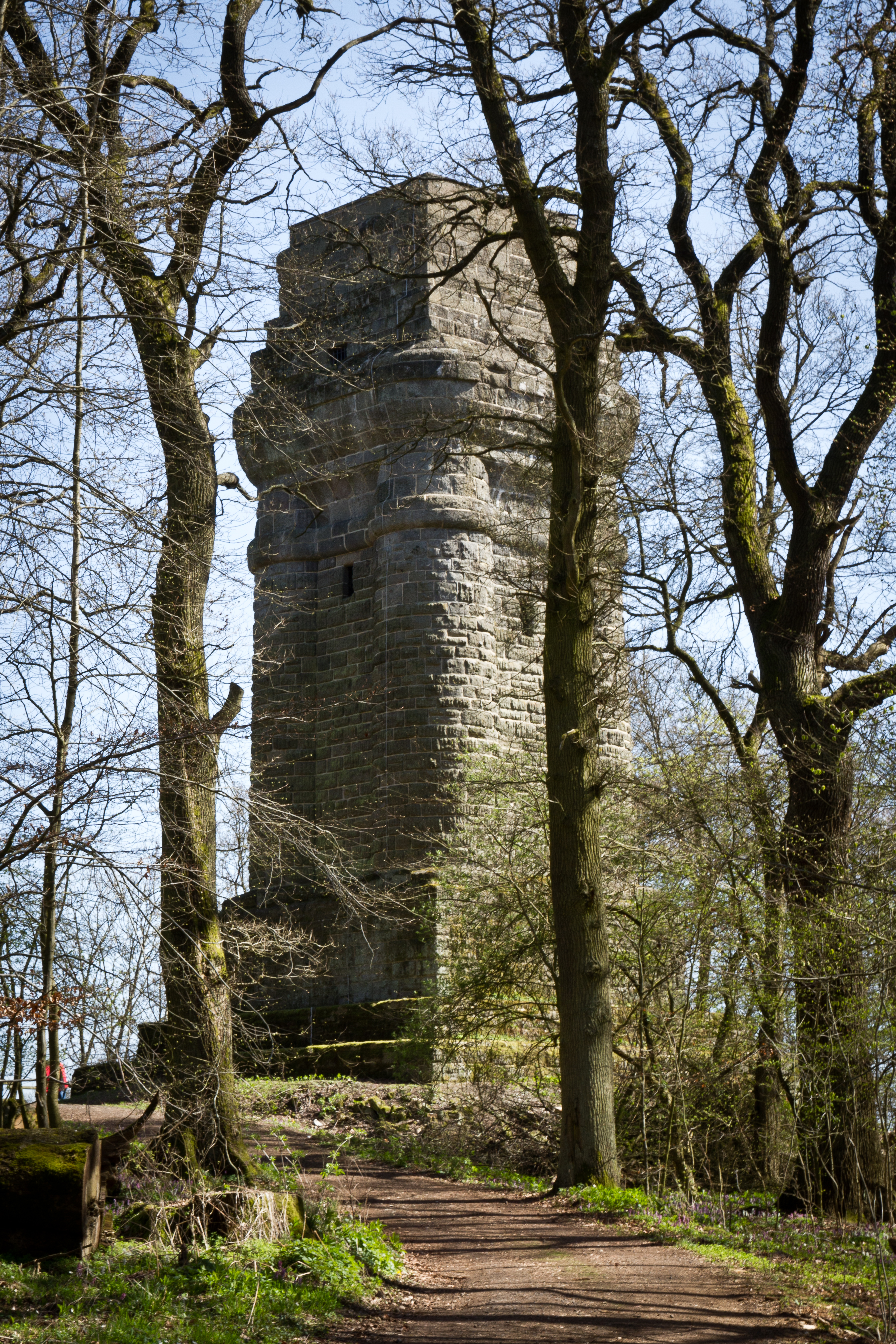
Bismarckturm aus etwas größerer Entfernung

### Beschreibung und Geschichte
Die Fundamentierungsarbeiten für den Bismarckturm fanden 1903 statt. Am 15. Februar 1904 begannen die eigentlichen Bauarbeiten. Das Mauerwerk des Turms wurde in Basaltstein, die äußere Verblendung in Basalttuff ausgeführt; auch die ursprünglichen Treppenstufen wurden aus Basalt hergestellt, wobei Basalt und Basalttuff größtenteils standortnah im Hohen Habichtswald gewonnen wurden. Die eingezogenen Decken und die Aussichtsplattform wurden als Betondecken mit Eisenträgern konstruiert. Die Arbeiten endeten im August 1904. Der 25,5 m hohe Turm wurde am 2. September 1904 (Sedantag) eingeweiht.
Die quadratische Sockelfläche des Turms ist 8,66 m mal 8,66 m groß. Neben den 10 äußeren Treppenstufen, die auf den Turmsockel führen, befanden sich ursprünglich im Turminneren 86 Stufen, die auf das Turmobergeschoss auf 15,48 m Höhe führten, von wo aus 25 weitere Stufen auf die Aussichtsplattform führen. Heutzutage sind es insgesamt 120 innere Stufen. Die quadratische Aussichtsplattform, die sich auf 456,3 m ü. NHN befindet, hat 4,92 m mal 4,92 m Innendurchmesser.
Der Turm musste mehrmals saniert werden, beispielsweise nachdem am 28. Mai 1962 während eines Gewitters ein Blitz eingeschlagen war, wobei die Balustrade der Nordwestseite beschädigt wurde. Der Turm wurde am 15. April 1967 wiedereröffnet. Zwischen August 1996 und 10. Oktober 1997 fanden Sanierungsarbeiten an Turmkrone und Schaft statt. Am 2. September 2004 wurde das 100-jährige Turmbestehen gefeiert. Von Mitte 2008 bis Mitte Oktober 2010 war das Bauwerk wegen starker Schäden am Treppenaufgang geschlossen. Daher wurde im Jahr 2010 die mit Beton ausgegossene Eisentreppe gegen eine Edelstahltreppe ausgetauscht.

## Aussichtsmöglichkeit
Die Aussichtsplattform des Turms bietet besonders Aussicht über Kassel und die das Kasseler Becken umgebenden Mittelgebirge. Unter anderem sind von dort oben diese Ziele zu erkennen: im Nordnordosten der Reinhardswald, im Nordosten der Harz mit dem Brocken, im Osten der Kaufunger Wald, der Hohe Meißner und die Söhre, im Südosten der Große Inselsberg im Thüringer Wald und der Alheimer im Stölzinger Gebirge, im Südsüdosten das in Baunatal stehende Volkswagenwerk Kassel, im Süden der Baunsberg und jenseits davon das Knüllgebirge und im Südwesten die Langenberge. Über die Waldlandschaft des Habichtswaldes blickt man zur nordnordwestlich befindlichen Figur des Herkules, die besonders in der kalten Jahreszeit direkt über dann unbelaubten Baumkronen zu erkennen ist.